# 연화산 나들목
연화산 나들목(Yeonhwasan IC)은 경상남도 고성군 영오면 오서리에 설치된 통영대전고속도로 5번 교차로이다. 인근의 연화산도립공원과 영오면 및 진주시 금곡면, 사천시 사천읍 등지로 진출할 수 있다. 건설 당시에는 옥천사 나들목이라는 가칭을 사용했다.

## 연혁
- 2002년 1월 17일 : 2005년 12월까지 옥천사 나들목 형식 변경을 위해 경상남도 고성군 영오면 오서리 구간 도로구역 변경[1]
- 2005년 12월 12일 : 통영대전고속도로 통영 ~ 진주 구간 개통과 함께 영업 개시[2]

## 구조물 정보
- 위치: 경상남도 고성군 영오면 오서리
- 영업소: 경상남도 고성군 영오면 대가로 2155

## 접속하는 도로
- 영회로 (국가지원지방도 제30호선, 지방도 제1002호선, 지방도 제1009호선)

## 교통량 정보
| 요금소          | 통행량 (대/일) | 통행량 (대/일) | 통행량 (대/일) | 통행량 (대/일) | 통행량 (대/일) | 통행량 (대/일) | 통행량 (대/일) | 통행량 (대/일) | 통행량 (대/일) | 통행량 (대/일) | 각주  |
| 요금소          | 2001년         | 2002년         | 2003년         | 2004년         | 2005년         | 2006년         | 2007년         | 2008년         | 2009년         | 2010년         | 각주  |
| --------------- | -------------- | -------------- | -------------- | -------------- | -------------- | -------------- | -------------- | -------------- | -------------- | -------------- | ----- |
| 연화산 (폐쇄식) | 미개통         | 미개통         | 미개통         | 미개통         | 830            | 716            | 772            | 816            | 886            | 849            | [ 3 ] |
| 요금소          | 2011년         | 2012년         | 2013년         | 2014년         | 2015년         | 2016년         | 2017년         | 2018년         | 2019년         |                | [ 3 ] |
| 연화산 (폐쇄식) | 820            | 806            | 832            | 845            | 875            | 881            | 892            | 887            | 904            |                | [ 3 ] |